# Nymphon multidens
Nymphon multidens is een zeespin uit de familie Nymphonidae. De soort behoort tot het geslacht Nymphon. Nymphon multidens werd in 1932 voor het eerst wetenschappelijk beschreven door Gordon. 